# Космос-156
Космос-156 — советский метеорологический спутник, запущенный 27 апреля 1967 года, один из одиннадцати метеорологических спутников, запущенных Советским Союзом в период с 1964 по 1969 год. Являлся одной из составляющих экспериментальной метеорологической спутниковой системы «Метеор». В 1969 году был списан в связи с заменой на более современный аппарат системы «Метеор-1».

## Запуск
Спутник был запущен с площадки 41/1 космодрома «Плесецк» при помощи ракеты-носителя «Восток-2М». Запуск успешно состоялся в 12:50:02 по Гринвичу 27 апреля 1967 года. «Космос-156» работал на низкой околоземной орбите, близкой к орбите «Космоса-144», так что два спутника должны были проходить над Советским Союзом каждые шесть часов. 27 апреля 1967 года он имел перигей 593 км, апогей 635 км, наклон 81,17° и орбитальный период 96,96 минуты. Когда на околополярных орбитах одновременно работали два спутника системы «Метеор» с подходящей разнице по долготе восходящих узлов, данные с половины поверхности Земли могли быть получены в течение 24 часов. Эксплуатация «Космос-156» была прекращена в конце августа 1967 года.

## Особенности конструкции аппарата
Спутник имел форму цилиндрической капсулы длиной 5 метров и диаметром 1,5 метра. Масса «Космос-156» равнялась 4730 кг. Две большие панели солнечных батарей по четыре сегмента каждая разворачивались с противоположных сторон цилиндра после отделения спутника от ракеты-носителя. Солнечные панели постоянно ориентировались лицом к солнцу в дневное время с помощью поворотного привода, управляемого датчиком солнца, который располагался в верхней части центрального корпуса. Метеорологические приборы, магнитометр, радиоантенны с частотой 465 МГц и устройства управления орбитой были размещены в меньшем по размеру, герметично закрытом цилиндре, расположенном на обращенном к земле конце цилиндрического корпуса спутника. Спутник имел трёхосевой стабилизатор, выполненный в виде инерционных маховиков, приводимых в движение электродвигателями, кинетическая энергия которых гасилась крутящими моментами, создаваемыми электромагнитами, которые взаимодействовали с магнитным полем Земли. «Космос-156» был ориентирован, что одна из его осей была направлена на землю вдоль местной вертикали, вторая-вдоль вектора орбитальной скорости, а третья-перпендикулярно плоскости орбиты. Такая ориентация обеспечивала постоянное направление оптических осей приборов на поверхность Земли.

## Приборы
Аппаратура «Космоса-156» состояла из:
- две камеры для дневных снимков облачного покрова
- сканирующий инфракрасный радиометр высокого разрешения
- массив узкоугольных и широкоугольных радиометров, охватывающих каналы 0,3-3 мкм, 8-12 мкм и 3-30 мкм, для измерения интенсивности излучения, отраженного от облаков и океанов, температуры поверхности Земли и вершин облаков, а также общего потока тепловой энергии из системы Земля-атмосфера в космос.